# 1300年代
| 千纪： | 2千纪                                                                                            |
| 世纪： | 12世纪 \| 13世纪 \| 14世纪                                                                       |
| 年代： | 1270年代 \| 1280年代 \| 1290年代 \| 1300年代 \| 1310年代 \| 1320年代 \| 1330年代                 |
| 年份： | 1300年 \| 1301年 \| 1302年 \| 1303年 \| 1304年 \| 1305年 \| 1306年 \| 1307年 \| 1308年 \| 1309年 |

## 大事记
- 1306年（元大德十年）：北京孔廟建成，日後成為元、明、清三代國家管理教育的最高行政機關和國家設立的最高學府。

## 逝世
- 2月10日----元成宗铁穆耳去世。